# Argomulyo (Sumberejo)
Argomulyo is een bestuurslaag in het regentschap Tanggamus van de provincie Lampung, Indonesië. Argomulyo telt 1810 inwoners (volkstelling 2010).